# Bataille de Camden
Guerre d'indépendance des États-Unis
Batailles
Théâtre sud de la guerre d'indépendance des États-Unis (1780-1782)
- Siège de Charleston
- Monck's Corner
- Lenud's Ferry
- Waxhaws
- Mobley's Meeting House
- Ramsour's Mill
- Huck's Defeat
- Colson's Mill
- Rocky Mount
- Hanging Rock
- Camden
- Fishing Creek
- Musgrove Mill
- Wahab's Plantation
- Black Mingo
- Charlotte
- Kings Mountain
- Shallow Ford
- Fishdam Ford
- Blackstock's Farm
- Cowpens
- Cowan's Ford
- Torrence's Tavern
- Massacre de Pyle
- Wetzell's Mill
- Guilford Court House
- Fort Watson
- Hobkirk's Hill
- Fort Motte
- Augusta
- Ninety-Six
- House in the Horseshoe
- Chesapeake
- Eutaw Springs
- Lindley's Mill
- Yorktown
- Videau's Bridge
- Baie d'Hudson
- Combahee River

La bataille de Camden est une bataille de la guerre d'indépendance des États-Unis au cours de laquelle le général britannique Charles Cornwallis remporta la victoire le 16 août 1780 sur les troupes du général Horatio Gates. La bataille se déroula à environ 10 kilomètres au nord de Camden (Caroline du Sud). Cette victoire britannique renforça leur emprise sur la Province de Caroline après leur capture de Charleston le 12 mai 1780.
C'est grâce à un corps formé d'Irlandais dirigé par Francis Rawdon-Hastings que fut permise la victoire.

## Pertes
Les pertes américaines sont particulièrement désastreuses : sur 4 000 hommes, 900 sont morts ou blessés et 1 000 sont faits prisonniers. Parmi les victimes figurent le général Johann de Kalb. Grièvement blessé, il est capturé par les Anglais. Le général Cornwallis fait intervenir son chirurgien personnel, mais de Kalb succombe trois jours plus tard.
Les Britanniques déplorent quant à eux 68 tués, 245 blessés et 11 disparus.